# 三木郡
三木郡（日语：／ Miki gun */?）為過去隸屬日本讚岐國的郡，廢藩置縣後屬香川縣，已於1899年與山田郡合併為木田郡。
過去的轄區包括現在三木町、高松市東北部地區和讚岐市西部一小部分地區。

## 歷史
江戶時代屬於高松藩。1871年廢藩置縣後，最初屬於高松縣，但不到一年內，被整併為香川縣所屬。1873年後，陸續又被整併為名東縣、香川縣、愛媛縣，直到1888年才最終確定屬於再次恢復設置的香川縣。
根据《旧高旧领取调帐》中记载，明治初期辖有：牟礼村、大町村、原村、池户村、井上村、平木村、鹿伏村、田中村、下高冈村、冰上村、井户村、上高冈村、西鹿庭村、东鹿庭村、西朝仓村、东朝仓村、西小蓑村、东小蓑村、西奥山村、东奥山村。（20村）

### 年表
- 1874年：调整行政区划。（16村）
  - 西鹿庭村、东鹿庭村合并为鹿庭村。
  - 西朝仓村、东朝仓村合并为朝仓村。
  - 西小蓑村、东小蓑村合并为小蓑村。
  - 西奥山村、东奥山村合并为奥山村。

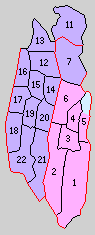
三木郡最初轄下行政區劃：1.奧鹿村 2.田中村 3.冰上村 4.下高岡村 5.井戶村 6.平井村 7.牟禮村。（紫色：現屬高松市、粉紅色：現屬三木町、水藍色：現屬讚岐市）

- 1890年2月15日：實施町村制，三木郡下轄：奧鹿村、田中村、冰上村、下高岡村、井戶村、平井村、牟禮村。（7村）
  - 奥鹿村 ← 奥山村、鹿庭村
  - 田中村 ← 田中村、朝仓村、小蓑村
  - 冰上村 ← 冰上村、上高冈村
  - 下高冈村（单独村制）
  - 井户村（单独村制。鸭部川以东現赞岐市）
  - 平井村 ← 平木村、井上村、池户村、鹿伏村
  - 牟礼村 ← 牟礼村、大町村、原村（現高松市）
- 1899年4月1日：與山田郡合併為木田郡。